# ピラメキーノ
『ピラメキーノ』（PIRAMEKINO）は、テレビ東京系列で2009年4月6日から2015年9月30日まで放送されていた子供向けバラエティ番組。ハイビジョン制作。アナログ放送では2010年6月25日放送分と7月5日放送分からはレターボックス放送（それまではサイドカット放送）。夕方放送時代は字幕放送とデータ放送（2012年3月31日放送分より）を実施していた（字幕放送は特番ではその後も実施）。
本記事では2010年4月16日から2011年3月4日まで毎週金曜日に限り約90分間の拡大放送となった『ピラメキーノG』（ピラメキーノゴールド）、2013年4月1日から改題された『ピラメキーノ640』（ピラメキーノろくよんまる）についても併せて記述する。

## 概要
「子供達に、ちゃんとした大人になるためのhow to を教えてくれる夕方6時半のネバーランド」をコンセプトに、様々なコーナーから構成される。番組の略称は「ピラメキ」。番組は小学生向けで、子供向け番組の常識を覆す事をモットーに斬新で大胆なコーナーを多数制作。「Onaraはずかしくないよ」「なんてフワフワなんだJAPAN」「おちこぼ列車ピラガッタン」などのコミックソングを多数輩出している他、「アホが見るブタのケツ」（嘉門達夫）「日本印度化計画」（筋肉少女帯）などの懐かしの名曲を取り上げ現代の子供に新たなブームを起こしている。現代版「ひらけ!ポンキッキ」を目指している。公式サイトの管理は、番組開始当初はYahoo!きっずが、後にテレビ東京が行っている。Yahoo!きっず内にサイトがあったときは、Yahoo!から「ピラメキ!」を検索すると即、公式サイトにジャンプできた。携帯サイトはテレビ東京が運営している他、吉本興業が着うたなどをテレビ東京とは別に管理し配布している。
吉本総合芸能学院東京校同期のはんにゃとフルーツポンチの2組がメイン司会。前番組枠『スキバラ』に引き続き吉本興業の制作協力枠であった。
2010年4月16日から2011年3月4日までは金曜日に限り『ピラメキーノG』（ピラメキーノゴールド）として90分の拡大放送が行われていた。以降、『G』はピラメキーノGを指す。
2013年3月29日をもって夕方枠から撤退し、4月1日より朝の5分枠に移動・大幅縮小すると同時に、タイトルも『ピラメキーノ640』（ピラメキーノろくよんまる）と改題された。後枠は19時台のバラエティ枠の繰り上げ拡大（月・火・金曜日）またはアニメ枠（水・木曜日）に転換する。
その後は5分枠で番組が継続していたが、2015年8月31日に2015年秋改編での番組終了が発表され、9月30日で放送を終了、6年半の放送に幕を下ろした。

### タイトル・放送枠の変遷
| 放送期間                      | タイトル        | タイトル        | 放送時間（JST）  | 放送時間（JST） |
| 放送期間                      | 月曜 - 木曜     | 金曜            | 月曜・水曜・木曜 | 火曜・金曜      |
| ----------------------------- | --------------- | --------------- | ---------------- | --------------- |
| 2009年4月6日 - 2010年4月9日   | ピラメキーノ    | ピラメキーノ    | 18:30 - 19:00    | 18:30 - 19:00   |
| 2010年4月12日 - 2010年10月1日 | ピラメキーノ    | ピラメキーノG   | 18:30 - 19:00    | 18:30 - 20:00   |
| 2010年10月4日 - 2011年3月4日  | ピラメキーノ    | ピラメキーノG   | 18:30 - 19:00    | 18:30 - 19:54   |
| 2011年3月7日 - 2012年12月24日 | ピラメキーノ    | ピラメキーノ    | 18:30 - 19:00    | 18:30 - 19:00   |
| 2013年1月7日 - 2013年3月29日  | ピラメキーノ    | ピラメキーノ    | 18:30 - 19:00    | 18:30 - 18:55   |
| 2013年4月1日 - 2015年9月30日  | ピラメキーノ640 | ピラメキーノ640 | 6:40 - 6:45      | 6:40 - 6:45     |

### 構成
当番組では、一つのコーナーを一回あたりの放送時間を短くして、複数曜日に跨いで放送させることが多い。1人のゲストが飛び飛びの放送間隔で出演することも多い。『G』では他の曜日との差別化を図るため、『G』でのみ放送されるコーナーが一部存在し、それらは放送時間も長く設定されている。通常版では大半のコーナーは曜日に関係なく放送される。2010年9月までは『G』でも一部放送されたが、10月以降「占い」を除いて別構成となっている。
『G』の19時台はフライングスタート方式で18時台からコーナーを開始するため、飛び乗りする独立テレビ局向けに飛び乗りポイントを設定している。

### 視聴率
テレビ東京の場合、通常版は1 - 2%台で推移していた。『G』の視聴率は初回に4.9%を記録して以降、毎回3 - 4%台で推移しており、全ての回で時間帯最下位になっている。『G』の最低視聴率は9月10日の放送の2.8%、最高視聴率は11月5日の放送の7.1%。なお、全編『G』として放送される金曜日もビデオリサーチ社の視聴率調査結果は18:30-19:00をピラメキーノ（通常版）、19:00-19:54をピラメキーノGと分けて発表している。

## 歴史

### 2009年
- 4月6日 番組放送開始。
- 8月24日 放送100回達成。それを記念して「ピラメキたいそう」には当局の島田昌幸社長が参加した。
- 10月5日からは「このあとすぐ」の5秒クロスがリニューアル、11月2日からは、「はんにゃとフルポンのピラメキーノ始まるぞ」という番組開始時の予告部分はピラメキたいそうを最初に放送するとき以外は表示されず、不定期放送となっていた時期があった。
- 12月21日 クリスマスイベントでディファ有明から生放送を行った。
- 12月28日 - 2010年1月1日 年末年始特別編成のため休止。

### 2010年
- 1月4日 携帯サイトオープン。会員（ピラメイト）になると会員証の発行や待受、カレンダー、着ボイスなどをダウンロードすることができる。ただし、着うたは会員でなくても有料でダウンロードできる。
  - 3月からは、月初めに「ピラッキーナンバー」と題して、ピラメイト会員で会員証を発行した人を対象にしたプレゼント抽選が行われている。当選番号は会員証の会員番号で、メンバーによるくじ引きで決まる。初回は3月2日に実施。1等はメンバーのサインが入った「ピラメキたいそう」の帽子（1名）、2等は村上が描いたピラメキパンダの待受け画像と罰ゲームの一発ギャグ映像（メンバー4人がピラメキパンダの絵を描き、ピラメキパンダに「絵心がない」と指摘された村上の絵が待受け画像に採用され、その罰ゲームで一発ギャグを披露した）がダウンロードできる（下2桁一致）。
- 1月18日 番組放送200回記念。前回「たいそう」に参加していた島田社長は今回敢えて登場せず、手紙で「200回は通過点なので次は500回を目指してほしい」と伝えられた。また、この回では瞬間最高視聴率ベスト3が発表され、ポリ・ゴンザレスは1位の理由を裏番組の高校野球中継（NHK教育）が延長して、「天才てれびくんMAX」が休止だったからと説明した。
1位 2009年8月20日 6.9%（「漢字おバカ殺人事件」で3人一緒に解答した瞬間）※歴代最高視聴率も同日
2位 2009年12月21日 6.3%（クリスマス生放送でオンナラブリーの締めのハートマークが決まった瞬間）
3位 2009年11月17日 5.7%（金田へのドッキリでおじさんが「トイレ」と言った瞬間）
- 2月1日にキッザニア東京にオープンする、テレビ東京出展の「テレビ局パビリオン」にオリジナル番組「ピラメキッザニア」として出展される[7]。1日放送分ではパビリオンの紹介とともに、実際にメンバーがスタッフや出演者となって「ピラメキッザニア」を体験した。
- 2月10日 「Onara はずかしくないよ」や「ピラメキたいそう」を収録したDVD付きCDが発売された。「Onaraはずかしくないよ」は番組未公開の2番まで完全収録、DVDでは「オンナラブリー」の衣装やシチュエーションもさまざまなものが用意されている。「ピラメキたいそう」は「はんにゃが解決! ver.」と「フルポンが解決! ver.」の2曲が入っている。このCDは2月12日付のオリコンデイリーランキングで売り上げ第3位となった。
- 2月12日 池袋サンシャインでピラメキCDゲリライベントを開催。フルーツポンチとの握手会とピラメキパンダとの撮影会が行われた。当日に現地でCDを購入した人にだけゲリライベントの参加券が渡され、イベントに参加することができた。
- 2月14日 ららぽーと豊洲と越谷のイオンレイクタウンでCD発売記念イベントを開催。はんにゃ・フルーツポンチ・オンナラブリーとの握手会と、ピラメキパンダとの撮影会が行われた。事前に会場でCDを購入した人に先着順で参加券が渡され、イベントに参加することができた。
- 2月20日 ピラメキーノトランプ「ピランプ」発売開始。数札の表面は「Onaraはずかしくないよ」と「ピラメキたいそう」のパラパラマンガになっている。一部「しんれい君」が隠れているものもある。絵札とエースとジョーカーはキャラクターの絵やピラメキパンダの写真になっている。
- 2月27日 ショウワノートとの提携によりピラメキーノオリジナル文房具が発売される。
- 3月19日 - 4月4日 富士急ハイランドに「ピラメQノ」と題した特設ブースが設けられる。3月22日と4月4日にはメンバーが来場しイベントが実施され、3月22日の回は13:55 - 14:30に関東ローカルで「春のスペシャルライブ 生放送!」が放送された。
- 4月16日から毎週金曜日は『ピラメキーノG』として18:30 - 20:00までの1時間30分の拡大放送（地上独立テレビ局は19:00 - 20:00の放送）となっている[8]。ただし、19時台に特別番組が放送される場合は30分に短縮され、「G」はつかない[注 2]。また、月曜日から木曜日については従来通り18:30 - 19:00の放送である。
  - 『G』初回では、度々、「裏番組のネコ型ロボット」のことをネタにしていた。「ピラメキたいそう」においても「あの番組にピラメキーノGが放送時間がかぶるようになるからどうしたらよいか分からない」という視聴者からの質問に、金田が「ピラメキーノはリアルタイムで見て、ドラえもんは録画したらいいじゃん」と回答したほどである。ただし、この日は『クレヨンしんちゃん』の1時間スペシャルだった。
- 6月7日 放送300回達成。
- 6月25日 アナログ放送ではLB（レターボックス）化（28日から30日は4:3放送）。また、7月1日・2日はテロップ表示位置が4:3位置のまま再16:9化されている。
- 7月1日 ピラメキパンダが地デジ宣伝大使に就任したのに伴い、関東地域のみ番組冒頭とCM明けに5秒間表示される「TV TOKYO 7ch digital」ロゴが同マスコットのマーク（頭の上がランプの代わりに7chロゴマーク）に変更された。
- 7月5日 この放送から完全LB放送になった。
- 8月3日 - 8月5日 「LIVE STAND2010」の舞台裏がジングルとして放送されピラメキパンダとガチャピン・ムックが初共演を果たした。
- 8月27日 富士急ハイランドでピラメキサマーライブが実施、当日は一部が生放送で放送された[9]。
- 9月23日 番組内で「ポケモンまつり」の模様を生中継で放送（翌日のテレビ大阪の再放送は休止）。ステージにはピラメキパンダが駆け付けた。
- 10月8日 この日からゴールデン版の放送時間が6分短縮され、19:54までの放送となる。
- 10月25日 放送400回達成（ピラメキッドたいそうver.）。
- 11月3日 日本シリーズ中継（ロッテ対中日）のため放送休止。
- 11月22日 - 12月27日 公式サイトで都道府県判定（ジオターゲティング）技術を用いて、日本国内のうち『ピラメキーノ』の放送（番組購入による山形県・福島県の遅れネットを含む）が無い府県と、大阪府を対象とした、本放送と同時刻ネット配信の実証実験を行った[10][11]。（ただしCM中とインフォメーション中は関連グッズやゲームなどのCMに差し替え、金曜日の「ピラメキーノG」は19時まで、12月24日は編成上の都合で配信なし）つまり、この期間は一部地域を除いてほぼ全国で同時刻に番組の視聴が可能となる。大阪府のみ、テレビと同時刻にネット配信でも視聴が可能となるので、その影響がどの位あるのかも検証した。
- 12月20日 クリスマスパーティ「だるだるダルサンタナイト」でディファ有明から生放送された。
- 12月28日 - 2011年1月4日 年末年始特別編成のため放送休止。

### 2011年
- 3月7日 はんにゃ金田の遅刻と川島がプライベートに現を抜かしているという理由によりはんにゃが準レギュラーに降格される。（あくまでコーナーの企画での出来事であり、その後も待遇は変わっていない）
- 3月11日 東日本大震災の報道特別番組のため放送休止。この日が『ピラメキーノG』の最終回の予定だったがお蔵入りになった。この日に予定していた内容は一部を除いて後日に通常放送で分割して放送した。
- 3月14日 - 3月15日 東日本大震災のため自粛措置として放送休止。この時間は環境番組『ネイチャーランド』に差し替えた。
- 3月16日 - 3月18日 東日本大震災関連の情報をL字画面で表示しながらの放送となった。また、地震の影響で占いのコーナーが休止（4月11日に再開）になるなど番組構成も一部変更されている。
- 3月23日 番組初のDVDを2本発売、以降5月、7月にも2本ずつ発売。
- 3月28日 放送500回達成。東京スカパラダイスオーケストラが記念のたいそうに参加した[12]。
- 4月4日 -  6月30日 東日本大震災で被災した子供たちに見てもらうための取り組みとして、『ピラメキーノ』の人気コーナーをYouTubeで期間限定配信（出張ピラメキーノ）を実施[13]。「ピラメキたいそう」、「Onaraはずかしくないよ」、「辞書めっこ」、「ドッジボールワンターゲット」が配信されていた。
- 7月31日 富士急ハイランドで「ピラメキサマーライブ2011 笑顔と元気だ！ピラメQノ」を開催した[14]。また、このイベントでは東日本大震災の復興支援としてオリジナルTシャツを販売し、その収益合計161,606円を日本赤十字社を通じて義援金として寄付した[15]。
- 12月1日 番組とピザーラとのコラボによる「ピザメキーノ」を翌年1月31日までの期間限定で発売した。内容はテリヤキチキン、ポテト＆コーン、エビ＆フレッシュトマト、マスカルポーネ＆ダイスパイン（メープルシロップ別途同梱）の4つの味で構成された。
- 12月27日 『ピラメキーノG』の最終回の未公開映像を一部放送。
- 12月29日 - 1月4日 年末年始特別編成のため休止。

### 2012年
- 3月2日 ピラメキーノ公式ECサイト「ピラタウン」をオープン。
- 5月5日 ピラメキーノ特別編 沖縄絶品&ミステリーグルメツアーを関東ローカルで放送（テレビ北海道では6月5日に、テレビ大阪では9月18日に下記のプロ野球中継による通常放送休止分の穴埋めで放送）。
- 6月5日 プロ野球「ソフトバンクVS巨人」が中継されるため休止（テレビ愛知は「西武VS中日」に差し替え。プロ野球中継のない局のうち、テレビ大阪は「LOVEまさお君が行く!公開直前スペシャル」に差し替え、テレビ北海道は上記にある特別編を次番組の「ありえへん∞世界」の2時間スペシャル(同年4月10日放送分でプロ野球中継差し替えに伴う後日放送)とともに穴埋め番組として放送）。
- 8月4日 日比谷公会堂で「ピラメキーノ！夏の歌祭り！〜鼻からブタのケツでまいっちんぐ！」を開催[16]。
- 8月6日 ロンドンオリンピック中継のため休止。
- 9月18日 プロ野球「中日VS巨人」が中継されるため休止（テレビ東京とテレビ愛知のみ）。空いた18:30-19:00の当該時間帯のうちテレビ大阪では上記の特別編を、TVQ九州放送ではプロ野球中継放送で未放送の本番組（4月10日放送分）を穴埋め番組として放送。その他、テレビ北海道では「たべコレ」（9月2日放送分。通常は関東ローカルと愛媛県の南海放送のみの放送でTXN系列各局では未放送）、テレビせとうちでは同年3月23日にTVQ九州放送（福岡県ローカル）で放送された『ゲーム秘宝堂』をそれぞれ単発番組・穴埋め番組として放送。
- 10月16日 『ペット大行進! ど〜ぶつくん』初回スペシャル放送のため休止。
- 10月19日 『お金がなくても幸せライフ がんばれプアーズ!』初回スペシャル放送のため休止。
- 11月20日 『ペット大行進! ど〜ぶつくん』2時間半スペシャルのため休止。
- 11月27日 『ありえへん∞世界』2時間半スペシャルのため休止。
- 12月25日 - 1月4日 年末年始特別編成のため放送休止。

### 2013年
- 1月8日 この日より火曜と金曜に限り5分短縮し放送枠が18:30-18:55になった。
- 1月11日 『お金がなくても幸せライフ がんばれプアーズ!』2時間半スペシャルのため放送休止
- 3月28日 放送1000回達成。
- 3月29日 この日をもって夕方枠での放送を終了。
- 4月1日 この日より6:40-6:45に移動、タイトルを『ピラメキーノ640』に改める。放送時間は25分短縮（火曜と金曜は20分短縮）した。
- 6月5日 放送1000回達成を記念して番組7枚目のDVDを発売。
- 8月19日 ルミネtheよしもとで「ピラメキーノDVD発売記念イベント 夏のファン祭り」が開催された[17]。
- 10月24日 キッザニア東京で「テレビ東京7チャンまつり@キッザニア東京」を開催、ピラメキーノ640の公開収録が行われた。
- 12月23日 ピラメキーノ Xmasスペシャルを関東ローカルで8:00-8:30に放送。
- 12月30日 - 1月3日 年末年始特別編成のため放送休止。

### 2014年
- 3月22日・23日 鈴木福主演の映画『ピラメキ子役恋ものがたり〜子役に憧れるすべての親子のために〜』が第6回沖縄国際映画祭で上映。
- 4月29日 ピラメキーノ特別編 デカ盛りツアーin沖縄を10:00 - 11:00に関東ローカルで放送[18]。
- 5月5日 テレビ東京フェスティバルで「ピラメキアニメ祭り」を開催。
- 10月19日 映画『ピラメキ子役恋ものがたり〜子役に憧れるすべての親子のために〜』が京都国際映画祭で上映。
- 11月3日 ピラメキーノ 秋のデカ盛りツアーSPを9:30 - 10:00に関東ローカルで放送。
- 12月10日 キッザニア東京で「テレビ東京7チャンまつり@キッザニア東京」を開催、ピラメキーノ640の公開収録が行われた。

### 2015年
- 1月4日 ピラメキーノ お年玉もらえちゃうよ!新年SPを8:00 - 8:55に系列6局ネットで放送。
- 2月21日 映画『ピラメキ子役恋ものがたり〜子役に憧れるすべての親子のために〜』の公開開始。
- 4月5日 ピラメキーノ春祭りSP〜人気?!キャラ大集結!一発ギャグ頂上ついに決定!?〜を16:00 - 17:15に系列6局ネットで放送。
- 9月2日 映画『ピラメキ子役恋ものがたり〜子役に憧れるすべての親子のために〜』のDVDが発売。
- 9月30日 放送終了[19]。

### 2016年
- 1月31日 番組終了後も継続していたキッザニア東京のパビリオン「ピラメキッザニア」がこの日を以て終了。これにより『ピラメキーノ』の歴史に完全に終止符が打たれた。

### 番組完全終了後

#### 2020年
- 2月20日 元スタッフの佐久間宣行がパーソナリティを務める『オールナイトニッポン0(ZERO)』で、「ピラメキーノ大復活スペシャル」と題して出演者の金田哲と村上健志がゲストとして出演した。
- 7月1日 元スタッフの板川侑右がプロデューサーを務める有料配信イベントのテレ東無観客フェス2020『生勇者ああああ』にて東日本大震災で幻となった2011年3月11日の『ピラメキーノG』の最終回をステージ上で実現するという企画を実施、はんにゃ、フルーツポンチ、GO!皆川が出演した。番組の放送終了後にテレビ東京が初めて公式に関与する形での復活となった[20]。このイベントの模様を編集したもの（無課金バージョン）が7月30日と8月6日の『勇者ああああ』で放送された。
- 8月10日 元スタッフの佐久間宣行がプロデューサーを務める『青春高校3年C組』で、桃山あすか「私のペットにしてあげる」のMVにピラメキパンダが登場した。また、8月24日放送のスタジオライブにもピラメキパンダが登場した。

#### 2021年
- 6月20日 - 6月27日 YouTubeチャンネル・日経テレ東大学の討論番組『FACT＆BEYOND』にピラメキパンダがレギュラーで登場した。
- 7月18日 - 日経テレ東大学のビジネストーク番組『Re:Hack』にピラメキパンダがレギュラーで登場した。
- 12月13日 - 12月15日 日経テレ東大学のビジネストーク番組『ぴらめきビジネス人生相談』にピラメキパンダがMCとして登場した。
- 12月15日 日経テレ東大学のイベント「日経テレ東大学祭」が行われ、『Re:Hack』と『chu-syutsu』にピラメキパンダが生配信で登場した。

#### 2022年
- 2月3日 - 日経テレ東大学の政策談義番組『クリエイティブ政策談義』にピラメキパンダがレギュラーで登場した。
- 3月1日 日経テレ東大学の授業番組『成田助教授の白熱授業』にピラメキパンダが登場した。
- 3月6日 日経テレ東大学とボートレースびわこがコラボした番組『ハイパーロジカルボートレース』にピラメキパンダが生配信で登場した。
- 3月29日 日経テレ東大学とボートレースびわこがコラボした番組『ボートレーサー 職業百景』にピラメキパンダがMCとして登場した。
- 4月20日 -  日経テレ東大学のビジネストーク番組『超ファンタスティック未来』にピラメキパンダがMCとして登場した。
- 5月13日・20日 ABEMAの『しくじり先生 俺みたいになるな!!』にはんにゃとフルーツポンチが「もう一度ピラメキたい!令和の子供番組を考える」というテーマで出演し、当番組出演時のエピソードを語った[21]。また、5月13日配信の回では冒頭にテレビ東京の映像提供により「ピラメキたいそう」の映像が使用された。
- 6月16日 - 日経テレ東大学のビジネストーク番組『ハイパーリスクフル実演販売』にピラメキパンダが登場した。
- 8月21日 東京大学安田講堂で行われた保育イベント「あたらしい保育イニシアチブ2022」にピラメキパンダが登壇した。このイベントの模様は8月28日・9月4日に日経テレ東大学『Re:Hack』で配信された。
- 8月21日 日経テレ東大学のトーク番組『sokokara?』にピラメキパンダが初登場した。
- 9月18日 映画『ピラメキ子役恋ものがたり〜子役に憧れるすべての親子のために〜』がBSよしもとで無料局として初めて放送された。
- 9月21日・22日 日経テレ東大学のイベント「みんなのお仕事文化祭 2022秋」がBASE Qで開催され、『ピラメキパンダVS有隣堂ブッコロー オウンドメディア活用法』、『Re:Hack』、『イスラエル諜報部隊発!“デジタル広告詐欺”防御法』のセッションにピラメキパンダが登壇した。
- 12月14日・26日 日経テレ東大学と「メイプルストーリー」がコラボした番組『成田悠輔と悩める20の羊たち』にピラメキパンダが登場した。
- 12月15日 - 日経テレ東大学のビジネストーク番組『クレイジーキャリア雑談会』にピラメキパンダがレギュラーで登場した。

#### 2023年
- 1月13日・20日 日経テレ東大学のトーク番組『なんでそんなに不器用なんですか?』にピラメキパンダが登場した。
- 3月5日 日経テレ東大学『Re:Hack』最終回が配信される。ピラメキパンダから視聴者に日経テレ東大学の終了の報告をした。
- 3月5日 元テレビ東京の高橋弘樹が新たな経済YouTubeチャンネル・ReHacQを立ち上げる。この日の生配信では倉庫に片づけられる前のピラメキパンダの頭部が背景に置かれた。
- 3月17日 日経テレ東大学『クリエイティブ政策談義』（第22回）の配信をもって同チャンネルの動画の新規公開が終了。これによりピラメキパンダは14年（5年の中断期間を含む）の歴史に幕を下ろした。

#### 2024年
- 7月15日・22日 元スタッフの板川侑右がプロデューサーを務める特別番組『寄生番組パラサイト』で出演者のアルコ&ピースとマヂカルラブリーの4人がピラメキーノの衣装を着用した。平子祐希がピラメキたいそうの衣装、酒井健太がフルーツポンチの衣装、野田クリスタルがはんにゃの衣装、村上がダルさんの衣装である[22]。以降も不定期に同様の形態で3度放送されている[23]。
- 11月20日 『テレ東音楽祭スペシャル1964→2024』の冒頭でナナナがテレビ東京60年の歴史を振り返る映像で2009年のシーンでピラメキパンダがいつものスタジオでピラメキたいそうを踊った過去の映像（ナナナも合成で登場）が流れたほか、様々なナナナが登場する映像のワンシーンに7チャンパンダがイラストで登場した[注 3]。

## 出演者
出演者の芸名および肩書は放送当時のもの。

### レギュラー
- はんにゃ（川島章良・金田哲）（一時期、準レギュラーに降格させられていたが復帰した）
- フルーツポンチ（村上健志・亘健太郎）

### 準レギュラー（一部コーナーのみ出演）
- 生駒里奈（乃木坂46）[注 4]
- 板倉俊之（インパルス）（「ここだけの話アンケート」板倉のおじさん）
- 高橋茂雄（サバンナ）（「ここだけの話アンケート」高橋のおじさん）
- 中川秀樹（ペナルティ）（「ここだけの話アンケート」ヒデのおじさん）
- 山里亮太（南海キャンディーズ）（「子役恋物語」ピラメキキューピット）
- 井本貴史（ライセンス）（「子役恋物語」ピラメキキューピット）
- 吉村崇（平成ノブシコブシ）（「子役恋物語」ピラメキキューピット・「ざっくり戦士ピラメキッド」）
- 春名風花（「ワリカン美食クラブ」・「バカウケ コドモ-1GP」）
- 稲垣鈴夏（「大人の喜ばせ方講座」キイちゃん）
- 信太真妃（「大人の喜ばせ方講座」まきたん）
- 嘉門達夫（「アホが見るブタのケツ」・「鼻から牛乳」）
- 佐田正樹（バッドボーイズ）（「ミステリー生物調査隊」）
- 諸見里大介（「ミステリー生物調査隊」）
- 渡辺直美（「ミステリー生物調査隊」・「恋はスローモーション」・「ピッグ☆レディ」）
- GO!皆川（「ウンチョコチョコチョコピー」・「ミナガワマンのプロレス英会話」・「クレーンゲーム道 一直線」）（一時期、引退していたが復帰した）→当時は非公表だった「ピラメキパンダの中の人」であったことを佐久間宣行が後年公表した。
- 2700（八十島弘行・ツネ）（2700のコーナー）
- ZEN（イーグル・タイガー）（「あついぜ! さるひげさん」）
- ニッチェ（江上敬子・近藤くみこ）（「ニッチェとうたおう」・「ピッグ☆レディ」）
- 鏑木海智（「学校で使えるベタなパターン」ベタ島）
- 日南響子（「GOMDANCE BATTLE」）
- 今泉日向花（「ジングル」）
- 田中萌亞名（BLUE ROSE）（「ハゲまる子ちゃん」レイナ）
- 望月るな（「ハゲまる子ちゃん」リカ）
- 藤本杏（みにちあ☆ベアーズ）（「ハゲまる子ちゃん」マキ）
- 小川真由（3B junior）（「ハゲまる子ちゃん」モモ）
- 内田真礼（「今日もがんばれ」）
- A.B.C-Z（「坂道家族」）
- ロバート（秋山竜次・山本博・馬場裕之）（「カプリコ一発ギャグ選手権」）
- 白間美瑠（NMB48）（「カプリコ一発ギャグ選手権」）

### テレビ東京アナウンサー
- 板垣龍佑（「ドッジボールワンターゲット」・「3ONストライカー」・「うがい官房長官」・「仁義なきぬるぬるの戦い」）
2010年4月7日放送分の「うがい官房長官」からひらがな（いたがき りゅうすけ）でクレジット表記
- 矢内雄一郎（「ドッジボールワンターゲット」・「3ONストライカー」・「うがい官房長官」）
2011年1月24日放送分の「ドッジボールワンターゲット」からひらがな（やない ゆういちろう）でクレジット表記
- 中川聡（「3ONストライカー」）
2011年1月10日放送分の「3ONストライカー」からひらがな（なかがわ さとし）でクレジット表記
- 林克征（「ドッジボールワンターゲット」・「3ONストライカー」）
- 植草朋樹（「3ONストライカー」）
- 島田弘久（「ピンポンスタジアム」）
- 斉藤一也（「恐竜ニュース」）
- 繁田美貴（「子役恋物語」・「おんなごころ! おかあさんといっしょクイズ」・「絶叫!なぞなぞコースター」）
- 前田海嘉（「子役恋物語」・「おんなごころ! おかあさんといっしょクイズ」）
- 大竹佐知（「子役恋物語」・「おんなごころ! おかあさんといっしょクイズ」）
- 須黒清華（「おんなごころ! おかあさんいっしょクイズ」）
- 狩野恵里（「おんなごころ! おかあさんいっしょクイズ」）
- 前田真理子（「子役恋物語」・「おんなごころ! おかあさんいっしょクイズ」）

そのほか、コーナーレギュラーを含むゲストあり。

### 登場キャラクター

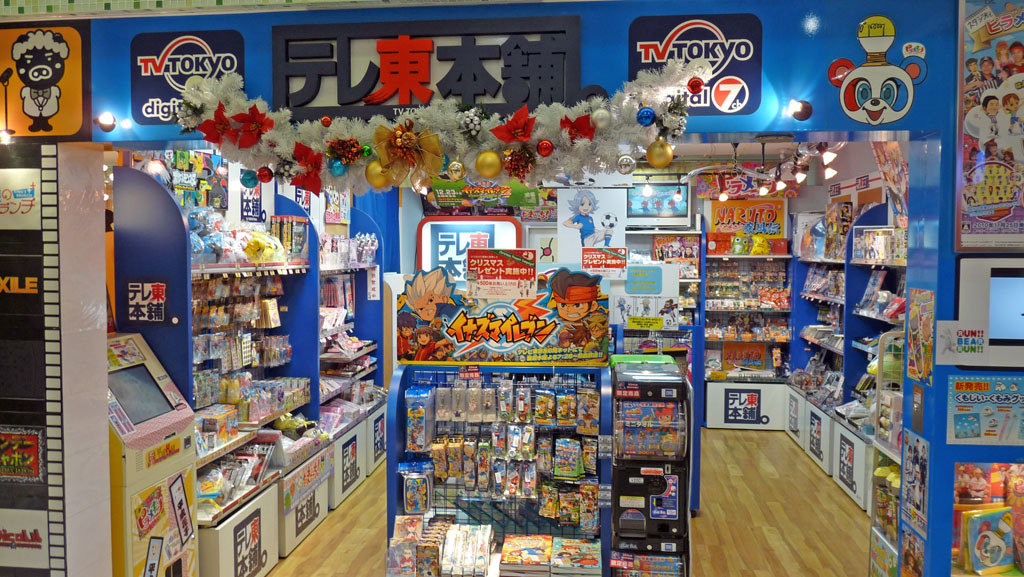
東京キャラクターストリートにある「テレ東本舗。」の内装（2010年）。右上にピラメキパンダのイラストが見える。

アニメ絵で描かれたキャラクターが登場し、各コーナーの説明等を行う。かつてはCM前の番組がまだ続く告知のカットと番組終了のカットではアニメキャラが全員集合していた。2015年4月5日のSPでは全員落ちぶれてアルバイト生活していたことが判明した。
ピヨッ太
声 - 水沢史絵
卵の殻を被った、黄色いひよこのようなキャラクター。口が悪く、メンバーに失礼なことを言うことがある。唐揚げが大好物だが鶏肉しか認めない。一人称は「オラ」。2011年3月28日の500回達成日に筋肉質の実写キャラとして生まれ変わった（従来のアニメ版も引き続き登場する）。登場コーナーは番組開始直後のジャンクション・「ここだけの話アンケート」（声によるコーナー進行）・「ドロP」（声によるコーナー進行）・「ざっくり戦士ピラメキッド」（登場する人形の声として）。
ミスター・フジヤマ
声 - 多比良健
青い衣装の、忍者のようなキャラクター。アメリカ出身であるが、本名や年齢は一切不明。登場コーナーは「ドッジボールワンターゲット」（ルール説明）・「3ONストライカー」（ルール説明）・「インフォマーシャル」（商品説明）。「なんてフワフワなんだJAPAN」など一部のコーナーではリアル実写版（コスプレ）として登場。
ミス・ゲイシャ
声 - 川崎恵理子
ピンクの衣装を着た、「くノ一」のキャラクター。ミスター・フジヤマと同様、アメリカ出身であるが、本名や年齢は一切不明だがフジヤマと同い年である（成人にはなっている）。アニメキャラの中では出番が最も少ないが「ピラメキーノ」公式サイトのキャラクター人気投票で第1位を獲得したことがある。登場コーナーは「インフォマーシャル」（商品のPRポイントをたずねる）。フジヤマ同様、一部のコーナーではリアル実写版として登場。
タカシ少年
声 - 野島裕史
スーツ姿でカメラを首から提げている男性キャラクター。好奇心旺盛な性格で、特に女心には興味津々である。「恋する女子・モテたい男子 明日（週末）のピラメキーノ占い」でのセリフから、星座はさそり座である事が判明した。なお、立ち位置によりペンを持つ手が変わるため両利きであるように思われるが、正式には右利きで、昔右手を骨折したときに左手で勉強していたら、左でも文字が書けるようになったという。また、友達がいないことや臭い等を指摘されているあたり、サキ姉にはあまり好かれていないようである。登場コーナーは「子役恋物語」（男子の感情の代弁）・「おんなごころ! おかあさんといっしょ」（コーナー説明）・「漢字おバカ殺人事件」（正しい漢字の解説）・「ムシコンプ大図鑑」（コーナー進行）・「恋する女子・モテたい男子 明日（週末）のピラメキーノ占い」（男子の占い）・「インフォマーシャル」（商品のPRポイントをたずねる）。
サキ姉
声 - 水沢史絵
ゴージャスな出で立ちの女性キャラクター。色々な過去を経て現在に至る。大抵タカシ少年とのセットで登場し、彼より上の立場に在りながら仕事はタカシ少年の方が多い。タカシ少年には厳しい。登場コーナーは「子役恋物語」（女子の感情の代弁）・「おんなごころ! おかあさんといっしょ」（コーナー説明）・「恋する女子・モテたい男子 明日（週末）のピラメキーノ占い」（女子の占い）・「インフォマーシャル」（商品説明）。
ポリ・ゴンザレス
声 - 野島裕史
ポリゴンで描かれたモヒカン頭のキャラクター。唯一、司会陣とのやり取りがあるキャラクターである。声や口調はオカマを意識している。筋骨隆々な体格と格闘家や闘士を思わせる外見ながら繊細な性格で、募集内容への応募が来ない事をいつも心配している。口癖は「多分来ないと思うけど……」。登場コーナーは「大募集のコーナー」（司会進行）・「インフォマーシャル」（商品のPRポイントをたずねる・単体ではコーナー紹介）。
ピラメキパンダ
アニメではなく着ぐるみのキャラクター（長らく非公表だったが、佐久間宣行が後年「中の人はGO!皆川だった」と公表した）。赤・青・白のカラーリングで頭頂部に電球のような物を付けたパンダ。会話をすることができず、発言は筆談による。1回「ピラメキたいそう」をすると10分の休憩を必要とする。パンダ故に気難しい性格で、司会陣とはあまり打ちとけていない。女性に対しナンパしたことがある。また、ゴールデン進出のポスターを許可なく貼ろうとして、警官に止められたこともある。誕生日は本番組がスタートした日に合わせ、4月6日となっている。2010年2月15日、携帯サイトでピラメキパンダのつぶやき「ピラッター」を開設。「ピラメキーノ」の放送日にはほぼ毎日更新している。2010年7月よりテレビ東京系列の地上デジタル7ch宣伝大使に就任。大使として番組出演する場合は、7チャンパンダと呼ばれ、赤青のはっぴを羽織り、頭部は電球ではなく7chマークが付けられている。なお、2013年9月から新しい局キャラのナナナが誕生したことにより7チャンパンダは局キャラを降ろされる形で姿を消した。2013年12月時点の肩書はテレビ東京新キャラ応援団長。登場コーナーは「ピラメキたいそう」（バックダンサー）・「ピラメキロック」（ドラム）・「なんてフワフワなんだJAPAN」・「キャラ-1 GP」（チャンピオン）・「ドッジボールワンターゲット」・「3ONストライカー」・「おんなごころ! おかあさんといっしょ」・「ここだけの話アンケート」・「大募集のコーナー」・「いぬ奴姉さん」・「ドロP」。
番組終了後は長らくテレビ東京の倉庫に放置されていたが、2020年7月の配信番組『生勇者ああああ』で復活出演をしたほか、同年8月には当番組のプロデューサーだった佐久間が手掛けている『青春高校3年C組』の生徒の日比野芽奈扮する「桃山あすか」のMVとスタジオライブにピラメキパンダが登場している。2021年にはYouTubeチャンネル・日経テレ東大学の配信番組『FACT＆BEYOND』・『Re:Hack』にテレビ東京所属のパンダとして登場、前述の通り普段は会話ができないが、これらの番組では特殊な実を食べて討論の場のみで会話ができるという設定で討論に参加、声は番組プロデューサーの高橋弘樹によるもの（ボイスチェンジャーで声を変えている）。同年12月に配信の『ぴらめきビジネス人生相談』ではひろゆきに似たおっさんパンダという設定でメインを務めた。2022年・2023年も成田悠輔・ひろゆきの出演番組によく登場するほか、田村淳がMCの番組などにも登場している。なお、日経テレ東大学の番組では「ぴらめきパンダ」「ぴらめき」という表記も見られる。2023年2月をもって高橋がテレビ東京を退社し、同年3月をもって日経テレ東大学も終了することになったため再び倉庫で永い眠りにつくことになった。
ガイコツパンダ
「キャラ-1 GP」でピラメキパンダのライバルとなる悪役の着ぐるみキャラクター。ピラメキパンダを骸骨化させたようなキャラで、ガイコツマスコットの頂点に君臨する。会話をすることは可能。好物はミルク。金田GMをさらっていたが、ピラメキパンダとの直接対決で敗れた後に和解した。
ピラメキ君
2010年の新キャラクター募集から誕生した着ぐるみのキャラクター。「ピ」の文字がそのまま体になっている。会話をすることは可能。なんでもよくピラメく性格で、ミニピラメキ君と仲が良い。しかし、初登場以降ほとんど出番がなくMCに忘れられたこともある。2011年3月のゴールデン撤退に伴うリストラ策から爆破されて消滅した（爆破されて消滅されたことは同年の12月に明かされた）。

## スタッフ
スタッフのデータは特記がない限り夕方時代のものである。
- 構成：酒井健作（G放送時は坂出犬作名義[注 5]）、田中到、大西右人
- 技術：菊地裕介（テレビ東京）、千明裕史／丸山真平（640から）
- 映像：若林学、佐藤誠二／持塚浩司、佐久間元貴、菊地裕介、長沼伸明（全員640から）
- カメラ：野瀬一成、為末和寛／西村光平、高村和隆、段野祐一郎、近藤慎司、藤本茂樹（全員640から）
- 音声：斉藤孝行（テレビ東京）、臼本泰一／湯面由香里（640から）
- 照明：曽我秀樹
- 美術：薬王寺哲朗（以前はデザイン）
- デザイン：小野清菜（以前は美術進行）
- 美術進行：仙田拓也、篠田幸実（篠田→640から）
- トータルデザイン：ニイルセン
- CG：山口剛史、中角荘一
- メイク：金子友美・永野早希子（山田かつら）
- 衣裳：松林圭江（東京衣裳）
- 音響効果：小田切暁・林正貴（278）
- 編集：佐々木智司、宮崎章司、尾崎博樹、奥田雄介、北浦美夫（宮崎・尾崎・奥田・北浦→640から）
- MA：長谷川真哉、佐藤卓也
- 制作デスク：渡邉京子
- AP：竹内美佳（テレビ東京）、小倉文（小倉→640から）
- 制作進行：田端季紗（夕方時代は演出補）
- AD：宮川匡貴（640から）
- ディレクター：石原良憲、徳永雄治、阿部史弥、伊部和憲、鎌形純（全員640から、伊部→以前はAD、石原・伊部→BACK-UP MEDIA）
- チーフディレクター：小紫弘三（640から、BACK-UP MEDIA）
- 総合演出･プロデューサー：太田勇（テレビ東京、以前は演出、プロデューサー兼務は640から）
- プロデューサー：田中裕樹・松生藍（よしもとクリエイティブ・エージェンシー、田中・松生→共に640から担当）、加茂忠夫（オフィスクライン、以前は制作プロデューサー、一時離脱→復帰）
- 技術協力：テクノマックス、スウィッシュ・ジャパン、麻布プラザ、港家
- 美術協力：テレビ東京アート
- 撮影協力：東京ドイツ村
- 衣装協力：Innocent World
- スタッフ協力：BACK-UP MEDIA（2013年4月 - ）
- 制作協力：吉本興業
- 製作著作：テレビ東京

### 過去のスタッフ
- 総合プロデューサー：山崎圭介（テレビ東京）
- プロデューサー：小高亮・柴幸伸・佐久間宣行・塩原幸雄・露木寛子・内田久善（テレビ東京）、山田貢・城下拓也（よしもとクリエイティブ・エージェンシー、山田→一時離脱→復帰）、林敏博（ビーダッシュ）、磯田裕子（BACK-UP MEDIA、640から）
- 総合演出→演出プロデューサー：濱谷晃一（テレビ東京）
- 演出：岡田秀行（ビーダッシュ）
- ディレクター：河野安治、陳賛淑、中田三浩・茂木孝太（ビーダッシュ）、山本カンスケ、藤本直樹、田村育／藤枝彰・小比類巻将範・魚田英孝・斉藤純二・板川侑右・水野亮太・田中晋也（テレビ東京）、西田賢、落合圭太、有田直美、庄司金之助、安井章浩、武田治、高橋淳、築地敦史、加納健一郎（加納健一朗）、伊藤由理子、八木幹雄、石岡孝利、羽柴康晴、谷原マリア、国玉靖仁、牧田亜矢子、石本典隆、小川剛、島田健作、角田瞬、山本健太郎、杉浦伸男（以前は演出補）、福沢英之、増田貴也、奥野歩実（奥野→SP放送時ではAD）
- AP：石井成臣（テレビ東京）
- 制作進行：福岡雅秀、磯崎千絵、中沢香織、木下真奈未
- AD：高橋一馬、岩下裕一郎、加藤展康／久岡佳樹、小笹優、柳将和、甲斐萌美、太田直人、安達毅（SP放送時のみ）
- 演出補：奈良真宏、柳橋祥太、堀田光里（堀田→SP放送時ではAD）
- 構成：なかじまはじめ、オークラ、酒井義文、井筒大輔
- 技術：おおやまひろし
- 映像：山本豪雄
- カメラ：松原弘兼
- 「ピラメキーノ」プロジェクトチーム：今井豪、寺原洋平、大和健太郎、福田和恵、細谷伸之、本田光範、蜷川新治郎、柳沢清一、尾入可奈子、市倉麻衣、浜田真由子
- 音声：松本直人
- 美術進行：野本和広、森本士朗
- 編集：加藤裕也
- MA：高野博臣
- TK：中嶋梨沙（SP放送時のみ）
- 番宣：石井真知子、長江璃奈（テレビ東京）
- スタッフ協力：Yahoo!JAPANきっず、ビーダッシュ、ジャパンプロデュース、オフィスクライン

## ネット局

### 終了時点のネット局
| 放送対象地域   | 放送局                | 系列           | 放送日時                | 遅れ       | 脚注              |
| -------------- | --------------------- | -------------- | ----------------------- | ---------- | ----------------- |
| 関東広域圏     | テレビ東京（TX）      | テレビ東京系列 | 月曜 - 金曜 6:40 - 6:45 | 制作局     | [ 注 6 ]          |
| 北海道         | テレビ北海道（TVh）   | テレビ東京系列 | 月曜 - 金曜 6:40 - 6:45 | 同時ネット | [ 注 7 ]          |
| 愛知県         | テレビ愛知（TVA）     | テレビ東京系列 | 月曜 - 金曜 6:40 - 6:45 | 同時ネット | [ 注 8 ] [ 注 9 ] |
| 大阪府         | テレビ大阪（TVO）     | テレビ東京系列 | 月曜 - 金曜 6:40 - 6:45 | 同時ネット | [ 注 10 ]         |
| 岡山県・香川県 | テレビせとうち（TSC） | テレビ東京系列 | 月曜 - 金曜 6:40 - 6:45 | 同時ネット | [ 注 11 ]         |
| 福岡県         | TVQ九州放送（TVQ）    | テレビ東京系列 | 月曜 - 金曜 6:40 - 6:45 | 同時ネット | [ 注 12 ]         |

### 過去のネット局
| 放送対象地域 | 放送局                | 系列           | 放送日時           | 脚注      |
| ------------ | --------------------- | -------------- | ------------------ | --------- |
| 石川県       | 北陸放送（MRO）       | TBS系列        | 水曜 16:00 - 16:27 | [ 注 13 ] |
| 静岡県       | 静岡第一テレビ（SDT） | 日本テレビ系列 | 金曜 15:50 - 16:45 | [ 注 14 ] |
| 岐阜県       | 岐阜放送（GBS）       | 独立局         | 金曜 19:00 - 20:00 | [ 注 15 ] |
| 滋賀県       | びわ湖放送（BBC）     | 独立局         | 金曜 19:00 - 19:54 | [ 注 16 ] |
| 奈良県       | 奈良テレビ（TVN）     | 独立局         | 金曜 19:00 - 19:54 | [ 注 17 ] |
| 和歌山県     | テレビ和歌山（WTV）   | 独立局         | 水曜 19:00 - 19:55 | [ 注 18 ] |
| 熊本県       | 熊本放送（RKK）       | TBS系列        | 日曜 13:00 - 13:54 | [ 注 19 ] |
| 新潟県       | 新潟放送（BSN）       | TBS系列        | 土曜 16:00 - 16:55 |           |
| 鹿児島県     | 鹿児島テレビ（KTS）   | フジテレビ系列 | 不定期放送         | [ 注 20 ] |
| 山形県       | テレビユー山形（TUY） | TBS系列        | 日曜 5:45 - 6:15   | [ 注 21 ] |
| 福島県       | 福島テレビ（FTV）     | フジテレビ系列 | 金曜 15:00 - 15:30 | [ 注 22 ] |

## エンディングテーマ
エンディングは月替わりのものとなっており、画面左下にプロモーションビデオが流されている。
2009年11月16日放送分からはスタッフロールの上に表示される映像が、はんにゃとフルーツポンチが投稿を読みあっているものから、「ピラメキーノ」公式サイトをピヨッ太が紹介しているものに切り替わった。2009年12月と2010年2月はピヨッ太が吹き出しのセリフ「ピラメキーノ番組HPは楽しい内容がいっぱいだぞ! ここでしか見れないはんにゃ・フルポンのがくやトークや、ピラメキたいそうも練習できるぞ! さらに恋物語の情報も! アンケートで番組に参加できちゃうから、ぜひ遊びに来いよな! 「ピラメキ!」で検索!」を喋っている。
ピラメキーノGのみ次週金曜の放送の予告が流れる。Gのみを放送する局に配慮し、他の曜日の内容の放送はない。1900飛び乗り局では放送されないコーナーが予告に登場することがある。2010年6月25日放送分からは「※一部内容に変更有り」と表示されるようになっている。
放送時間縮小のためピラメキーノ640ではエンディングテーマは廃止された。
2009年
- 4月（4月6日 - 5月1日）：渡り廊下走り隊『やる気花火』
- 5月（5月4日 - 5月29日）：YGA『VIRGIN BEAT』
- 6月（6月1日 - 7月3日）：たむらぱん『ジェットコースター』
- 7月（7月6日 - 7月31日）：紫SHIKIBU 『イヲピにかえて』
- 8月（8月3日 - 8月28日）：エイジアエンジニア『MOMI MOMI Fantastic feat. はるな愛』
- 9月（8月31日 - 10月2日）：LOOZ『ONE DAY』
- 10月（10月5日 - 10月30日）：YGA『ガンバレ☆HERO〜働くあなたの応援歌〜』
- 11月（11月2日 - 11月27日）：はいだしょうこ&高橋名人『お魚のうた』
- 12月（11月30日 - 12月25日）：レコライド『Baseball Murder』

2010年
- 1月（1月4日 - 1月29日）：0SOUL7『嫌嫌嫌』
- 2月（2月1日 - 2月26日）：オンナラブリー『Onara はずかしくないよ』 - 2月1日 - 12日までは初期（2009年12月4日以前）バージョン、15日からは現行バージョン。
- 3月（3月1日 - 4月2日）：ダウト『SUNRISE』
- 4月（4月5日 - 4月30日）：Camvas『ハルボシ』
- 5月（5月3日 - 5月28日）：NERDHEAD『WHERE'S THE LOVE feat.THE CHOIR』
- 6月（5月31日 - 7月2日）：ZUKAN『ワイワールド』
- 7月（7月5日 - 7月30日）：キリンジ『夏の光』
- 8月（8月2日 - 9月3日）：CLIFF EDGE『NO LIMIT〜勇気をキミに〜』 -8月2日 - 13日まではライブ映像、16日からはPV映像。
- 9月（9月6日 - 10月1日）：パオ❤『ちょっきん-NA!』
- 10月（10月4日 - 10月29日）：JYONGRI『Amanojyaku』
- 11月（11月1日 - 12月3日）：rhythmic『Just a friend』
- 12月（12月6日 -12月27日）：Seek『おんなの子』

2011年
- 1月（1月5日-2月4日）：SM☆SH『TRUE LOVE』
- 2月（2月7日-3月4日）：YGA『恋愛ストライカー』
- 3月（3月7日-4月1日）：NUT『おめでトーン❤ありがトーン』
- 4月（4月4日-4月29日）：スマイレージ『恋にBooing ブー!』
- 5月（5月2日-6月3日）：SM☆SH『Do it Do it!』
- 6月（6月6日-7月1日）：YGA『情熱ヒロイン』
- 7月（7月4日-7月29日）：Twinklestars『プリーズ! プリーズ! プリーズ!』
- 8月（8月1日-9月2日）：rhythmic『恋花-KOIHANA-』
- 9月（9月5日-9月30日）：果山サキ[注 23]『一緒、いたいのに。feat.Giorgio 13（NERDHEAD）』
- 10月（10月3日-10月28日）：NERDHEAD『言葉にできないほど好きなのに feat.Mai.K』
- 11月（10月31日-12月2日）：西田エリ『灰色のカラス』
- 12月（12月5日-12月28日）：新選組リアン『Merry X'mas to U』

2012年
- 1月（1月5日-2月3日）：HERO『色合せの法則』
- 2月（2月6日-3月2日）：SUPER☆GiRLS『EveryBody JUMP!!』
- 3月（3月5日-3月30日）：DOG in The パラレルワールドオーケストラ『ミラクルGO!』
- 4月（4月2日-4月27日）：NERDHEAD『サヨナラマイラブ feat.中村舞子』
- 5月（4月30日-6月1日）：Happiness『We Can Fly』
- 6月（6月4日-6月29日）：NERDHEAD『I'm OK feat.MiChi』
- 7月（7月2日-8月3日）：からっと☆『みんなのからあげ』
- 8月（8月7日-8月31日）：YGA『狩り女 夏子』
- 9月（9月3日-9月28日）：チーミー『ちくワッショイ！feat.テキ屋のぐっさん』
- 10・11月（10月1日-11月30日）：9nine『イーアル!キョンシー feat.好好!キョンシーガール』
- 12月（12月3日-12月21日）：チャラ男シンゴ『泣いてNIGHT』

2013年
- 1月（1月7日-2月1日）：DOG in The パラレルワールドオーケストラ『Doggy's Party!!』
- 2月（2月4日-3月1日）：桜木せいら『アメリア』
- 3月（3月4日-3月29日）：MYNAME『Replay』

## 批評
子供向けに制作している番組ではあるが、一部のコーナーで度を過ぎた内容もあり、それらのエスカレートが災いしてから2011年度まで調査を実施していた社団法人日本PTA全国協議会が調査した「保護者が子どもに見せたくないテレビ番組 - 2009年度」では第7位にランクインしており、2010年度・2011年度も第6位にランクインしていた（調査は2012年度から中止）。BPO（放送倫理・番組向上機構）の「視聴者の意見」でも番組前期（2009年 - 2011年度）の間において常連といっていいほどこの番組への否定的な意見が紹介されていた。

## 不祥事
2012年に「大募集のコーナー」に応募した視聴者へ連絡メールをした際に一部の応募者のメールアドレスをCC欄に表示したまま送付してしまうミスが発生。このメールは合計9通、計88人に送付された。テレビ東京は公式HPで謝罪を行った。

## 映画
『ピラメキ子役恋ものがたり〜子役に憧れるすべての親子のために〜』（ピラメキこやくこいものがたり〜こやくにあこがれるすべてのおやこのために〜）は、2009年より放送されている本番組を題材とした劇場映画。主演の鈴木福が、ひょんなことから子役活動をすることになった亀井春人を主人公にテレビ業界・子役業界の裏側を描く。

### キャスト
- 亀井春人 - 鈴木福
- 狭川由衣 - 原菜乃華
- 川島章良 - 川島章良（はんにゃ）
- 金田哲 - 金田哲（はんにゃ）
- 亘健太郎 - 亘健太郎（フルーツポンチ）
- 村上健志 - 村上健志（フルーツポンチ）
- 生駒里奈 - 生駒里奈（当時乃木坂46/AKB48兼任）
- 亀井夏未 - 福原遥
- P/内田 - 小沢和義
- D/浜谷 - 水澤紳吾
- AD/牧田 - 加藤諒
- 狭川明美 - 安澤千草
- 亀井秋子 - 伊勢志摩
- 亀井正春 - 甲本雅裕
- ピラメキパンダ
- ダルさん - デイヴィッド・リッジス
- ピヨッ太 - 水沢史絵（声）
- ハゲまる子
- 谷口秀平 - 板垣李光人
- 高瀬悟 - 髙橋楓翔
- 田中優馬 - 椙杜翔馬
- 藤井太陽 - 佐竹遙人
- 北川光輝 - 武井祐人
- 佐野蓮 - 西ヶ谷帆澄
- 石田幸太郎 - 篠田涼也
- 宗太 - 前田一誠
- 大樹 - 藤木夢現
- 春名柊夜
- 澤田陸
- ハナ ベリー
- yume
- 岸田瑛音
- おじいさん - 菅登未男

### スタッフ
- 監督 - 太田勇
- 脚本 - 森ハヤシ
- 音楽 - 遠藤浩二
- 監督補 - 渡辺武
- 撮影 - 灰原隆裕
- 照明 - 三田村拓
- 美術 - 坂本明
- 録音 - 福田伸
- 編集 - 難波智佳子
- スタイリスト - 杉本京加
- ヘアメイク - 清水美穂
- たいそう振付 - 振付稼業air:man
- 助監督 - 寺田明人
- 制作担当 - 尾関玄
- チーム「ピラメキーノ」
- 制作 - 田村明彦、岡本昭彦
- ゼネラルプロデューサー - 奥山和由
- 制作統括 - 松本篤信
- プロデューサー - 五箇公貴、向井達矢、中村直史、田中裕樹
- アソシエイトプロデューサー - 武内美佳
- キャスティングディレクター 久保田隆久
- 製作プロダクション - テレビ東京、ステアウェイ
- 企画・製作 - テレビ東京、吉本興業
- 配給 - よしもとクリエイティブ・エージェンシー

### テレビ放送
- 2022年9月18日20:00 - 21:10にBSよしもとで無料テレビ初放送された。
- 2023年5月7日0:30 - 1:40にBSよしもとで2度目の放送がされた。